# Mierków
Mierków – wieś w Polsce położona w województwie lubuskim, w powiecie żarskim, w gminie Lubsko.
W latach 1954–1972 wieś należała i była siedzibą władz gromady Mierków. W latach 1975–1998 miejscowość administracyjnie należała do województwa zielonogórskiego.
W miejscowości znajdował się przystanek kolejowy Mierków.
O tej położonej między wzgórzami wsi po raz pierwszy wspomniano w dokumentach około 1546 roku pod nazwą (niem. Mercke). W roku 1864 do wsi należały trzy folwarki, domki mieszkalne, jeden młyn i tartak. W tym samym roku majątek podzielono. Zabudowa wsi typowo brandenburska z domkami stojącymi bezpośrednio przy ulicy. Niedawno wybudowano kościół.